# Poa cenisia
Poa cenisia là một loài thực vật có hoa trong họ Hòa thảo. Loài này được All. miêu tả khoa học đầu tiên năm 1789.

## Hình ảnh

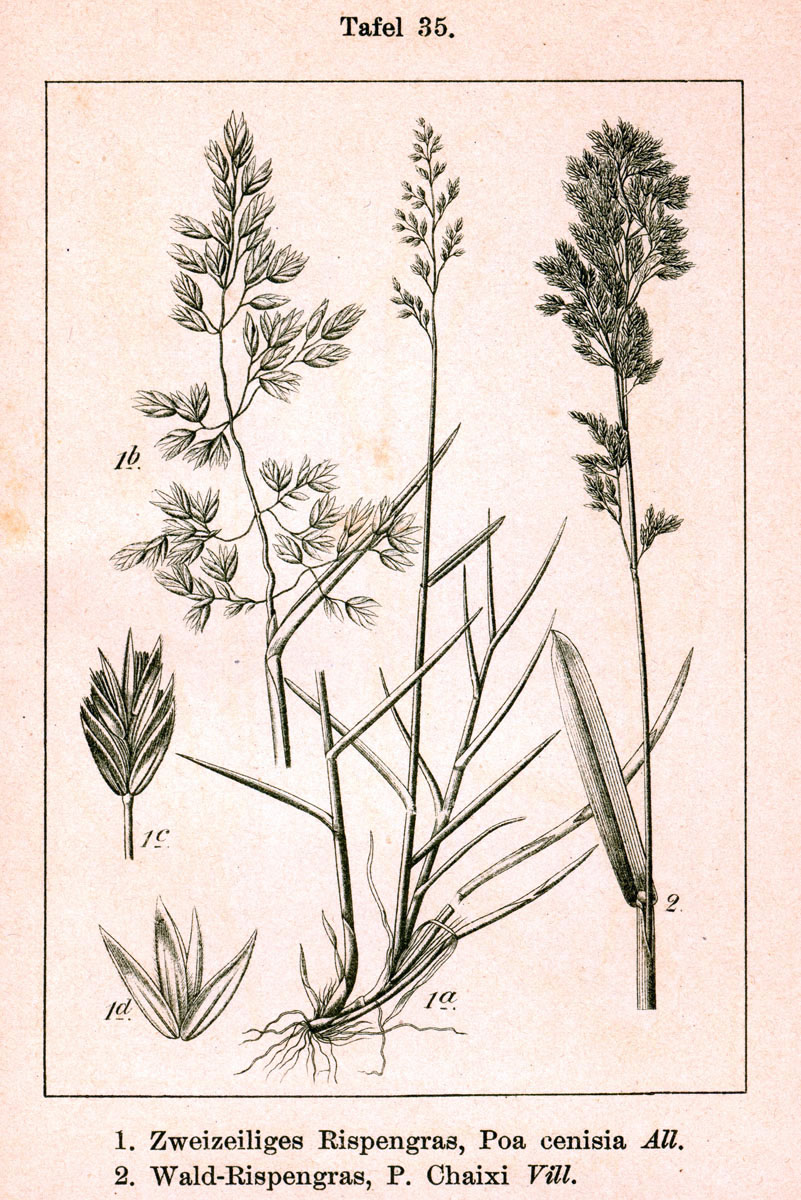